# China Anne McClain
China Anne McClain (n. 25 d'agost de 1998; Atlanta, Geòrgia), és una actriu i cantant estatunidenca. China és millor coneguda pel seu personatge Chyna Parks en la sèrie original de Disney Channel, A.N.T. Farm. També ha aparegut en diverses sèries de Disney Channel com Hannah Montana, Jonas L.A i Wizards of Waverly Place. McClain canta sis cançons sola i altres dues en companyia de les seves germanes per a la banda sonora oficial de A.N.T. Farm, la qual va debutar en el Billboard 200 en el lloc 29 amb 14,000 còpies venudes en la primera setmana. El llançament contenia el seu èxit "Calling All the Monsters", el qual va arribar al lloc No. 86 en el Billboard Hot 100. És una de les cantants més joves a estar en aquesta llista. China va ser la guanyadora del concurs musical en el qual es va transformar en celebritats com Rihanna, Alicia Keys, Michael Jackson, entre altres per interpretar-los. Va participar en la pel·lícula original de Disney Channel, Descendants 2 interpretant a Uma la filla de la vilana de La Sireneta, Ursula.

## Filmografia
| Any        | Títol                         | Rol                | Notes                 |
| ---------- | ----------------------------- | ------------------ | --------------------- |
| 2005       | The Gospel                    | Alexis             |                       |
| 2006       | Madea's Family Reunion        | Tamara             |                       |
| 2007       | A Dennis the Menace Christmas | Margaret           |                       |
| 2007       | Daddy's Little Girls          | China James        |                       |
| 2008       | Six Blocks Wide               | Neighbour #8       | Short film            |
| 2010       | Hurricane Season              | Alana Collins      |                       |
| 2010       | Grown Ups                     | Charlotte McKenzie |                       |
| 2013       | Grown Ups 2                   | Charlotte McKenzie |                       |
| 2016       | Barbershop: The Next Cut      | Serena             |                       |
| 2016       | Bilal: A New Breed of Hero    | Ghufaira           | Veu                   |
| 2016       | Sheep and Wolves              | Lyra               | Veu (English version) |
| 2017       | Ten: Murder Island            | Meg                |                       |
| A anunciar | Blood Brother                 | Darcy              | Post-production       |

| Any       | Títol                           | Rol                         | Notes                                                      |
| --------- | ------------------------------- | --------------------------- | ---------------------------------------------------------- |
| 2007–2012 | Tyler Perry's House of Payne    | Jazmine Payne               | Protagonista (seasons 1-4, 6-8)                            |
| 2008      | Jimmy Kimmel Live!              | Natasha Obama               | Episodi: "6.165" (sketch: Barack Obama Live!)              |
| 2009      | Hannah Montana                  | Isabel                      | Episodi: "Welcome to the Bungle"                           |
| 2009      | NCIS                            | Kayla Vance                 | Episodi: "Knockout"                                        |
| 2009      | Jack and Janet Save the Planet  | Janet                       | Veu; Television film                                       |
| 2010      | Jonas                           | Kiara Tyshana               | Recurring role (season 2)                                  |
| 2011      | Wizards of Waverly Place        | Tina                        | Episodes: "Dancing with Angels" and "Wizards vs Angels"    |
| 2011–2014 | A.N.T. Farm                     | Chyna Parks                 | Lead role                                                  |
| 2011      | PrankStars                      | Herself                     | Episodi: "Game Showed Up"                                  |
| 2012      | Doc McStuffins                  | Tisha McStuffins            | Episodi: "Chilly Gets Chilly/Through the Reading Glasses"  |
| 2014      | Sing Your Face Off              | Contestant                  |                                                            |
| 2014      | R. L. Stine's The Haunting Hour | Sam Covington               | Episodi: "Argh V"                                          |
| 2014      | How to Build a Better Boy       | Gabby Harrison              | Television film                                            |
| 2015      | Bones                           | Kathryn Walling             | Episodi: "The Lost in the Found"                           |
| 2015      | VeggieTales in the House        | Jenna Chive                 | Veu; Episodi: "Jenna Chive Live"                           |
| 2015–2016 | Descendants: Wicked World       | Freddie                     | Veu; Paper principal (Season 1)                            |
| 2016      | The Night Shift                 | Lauren                      | Episodi: "Unexpected"                                      |
| 2017      | K.C. Undercover                 | Sheena                      | Episodes: "Coopers on the Run" and "Welcome to the Jungle" |
| 2017      | Descendants 2                   | Uma                         | Television film                                            |
| 2018      | Black Lightning                 | Jennifer Pierce / Lightning | Protagonista                                               |